# Спшенциці
Спшенциці (пол. Sprzęcice, нім. Sprentschütz) — село в Польщі, у гміні Ізбицько Стшелецького повіту Опольського воєводства.
Населення — 117 осіб (2011).

## Демографія
Демографічна структура станом на 31 березня 2011 року:
|          | Загалом | Допрацездатний вік | Працездатний вік | Постпрацездатний вік |
| -------- | ------- | ------------------ | ---------------- | -------------------- |
| Чоловіки | 58      | 9                  | 44               | 5                    |
| Жінки    | 59      | 14                 | 31               | 14                   |
| Разом    | 117     | 23                 | 75               | 19                   |